# Sint-Nicolaaskerk (Werdum)
De Sint-Nicolaaskerk (St.-Nicolai-Kirche) is een protestants-lutherse kerk in het Oost-Friese Werdum die in 1327 op een warft gebouwd werd.

## Geschiedenis

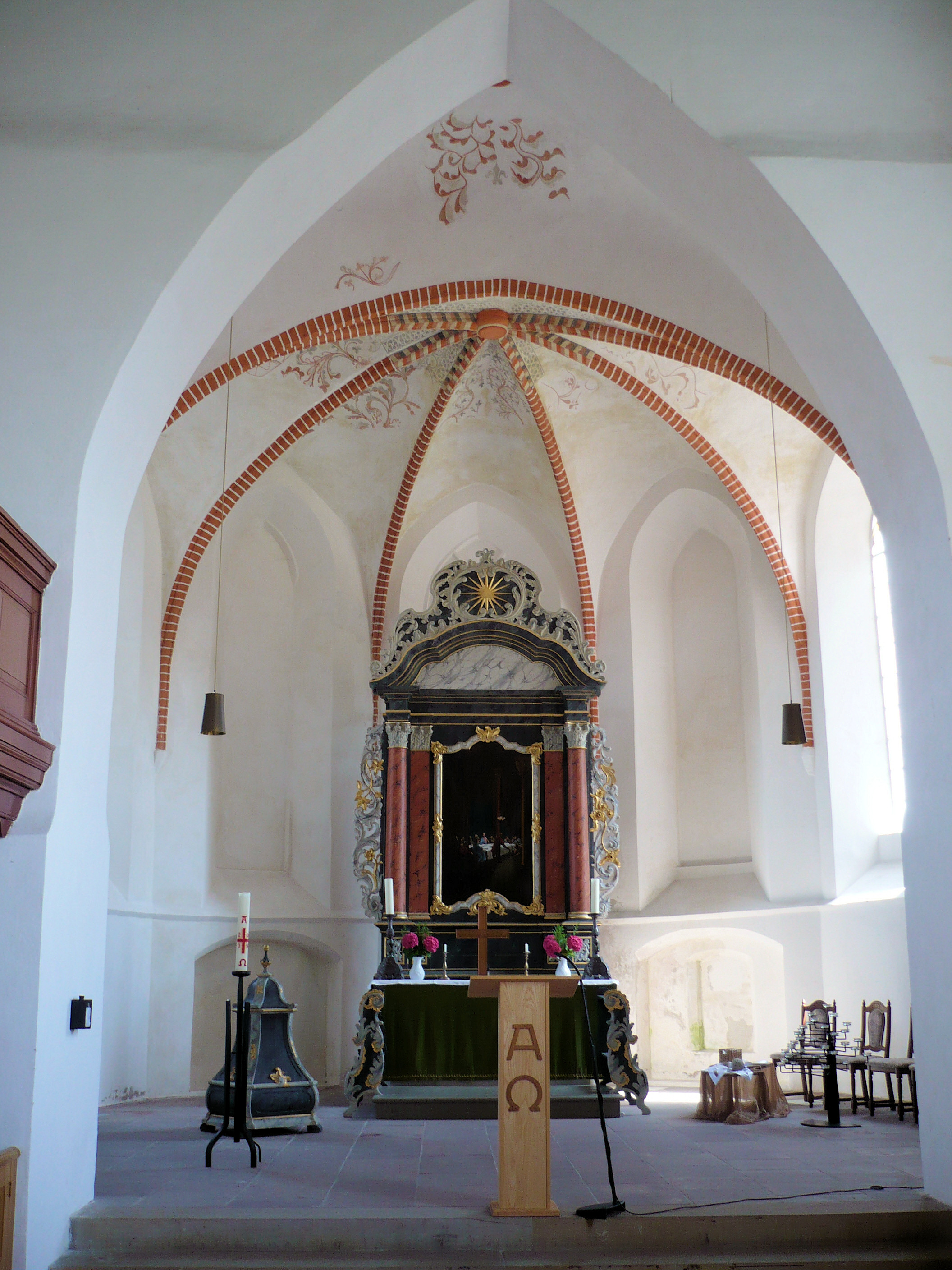
Koor

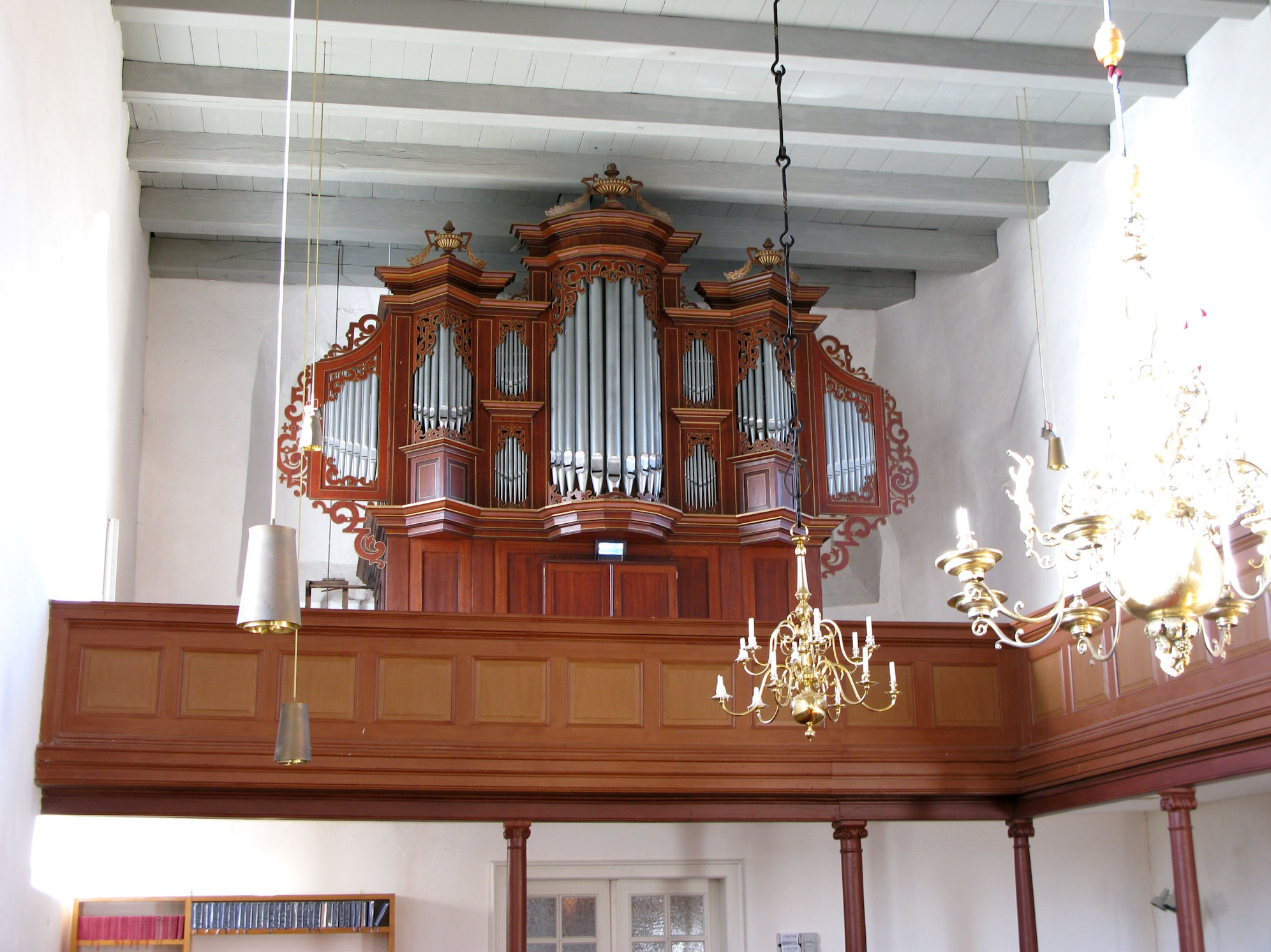
Orgel

De kerk draagt het patrocinium van Nicolaas van Myra, die als schutspatroon van de zeelieden, kooplieden en kinderen geldt. De rechthoekige zaalkerk werd op de fundamenten van een oudere voorganger opgetrokken. De hoeklisenen en het fries onder de dakrand wijzen op een romaans-gotische overgangsstijl. De beide rondboog-portalen aan de noordelijke kant zijn tegenwoordig dichtgemetseld. Het gotische polygonale hoogkoor met een voortravee en een kruisribgewelf uit 1476 werd tijdens de heerschappij van de hoofdeling Hicko Boyungs van Edenserloog aan de, destijds nog rechte, oostelijke muur aangebouwd. Van de oorspronkelijke hagioscopen bleef alleen het zuidelijke bewaard. Het noordelijke werd dichtgemetseld, maar is binnen met een bakstenen omlijsting nog te herkennen. Tijdens een restauratie werd de oorspronkelijke beschildering van het gewelf blootgelegd. In het jaar 1763 werd op de westelijke kant een klokkentoren met een hoogte van 32 meter aangebouwd. Hier bevindt zich tevens de toegang tot het kerkgebouw. De toren werd met een open lantaarn op een laag piramidedak bekroond. De grote rondbogige ramen zijn neoromaans en werden pas in 1869 ingebracht.

## Interieur
Het oorspronkelijke drie traveeën tellende gewelf werd later door een vlak balkenplafond vervangen. De kroonluchter is een geschenk van de familie Ommen uit 1692. Twee andere kroonluchters moesten in 1943 worden afgegeven en werden omgesmolten. Deze kroonluchters werden in 2002 vervangen.
De kansel dateert uit 1670, het altaarretabel en de standaard van het doopvont uit de 2e helft van de 18e eeuw. Het granieten deel van het doopvont stamt van een oudere voorganger. Het altaarschilderij met een voorstelling van het Avondmaal werd in 1796 door Antonie Röntgen (geboren in Tischbein) geschilderd. Een ouder altaarschilderij uit 1583 bleef bewaard en hangt in het koor.
De kerk heeft een orgel uit 1897. Het werd gebouwd door Johann Diepenbrock en bezit 14 registers verdeeld over twee manualen en pedaal en mechanische kegelladen. Het orgel is geheel oorspronkelijk en werd in de jaren 1987-1988 door Martin Haspelmath grondig gerenoveerd.